# فيكتور (لاعب كرة قدم، مواليد 1974)
فيكتور مانويل فرنانديز غوتيريز (بالإسبانية: Víctor Manuel Fernández Gutiérrez)‏ (17 أبريل 1974 ماردة إسبانيا - ) المعروف باسم فيكتور هو لاعب كرة قدم إسباني سابق لعب كمهاجم.

## روابط خارجية
- فيكتور على موقع قاعدة بيانات كرة القدم.إي يو (الإنجليزية)
- فيكتور على موقع ناشيونال فوتبول تيمز (الإنجليزية)